# Aeroportul Bewani
Aeroportul Bewani (IATA: BWP) este un aeroport din Sandaun Province⁠(d), Papua Noua Guinee.
aeroportul dispune de o singură pistă.